# Skamp
Skamp ist eine litauische Pop-Band, die 1998 gegründet wurde. Bekannt wurde die Band in Litauen mit einer Coverversion des Lieds Summertime von Ella Fitzgerald.

## Geschichte
Die Mitglieder Victor Diawara und Vilius Alesius lernten sich während ihrer Schulzeit in Deutschland auf dem Litauischen Gymnasium im Lampertheim (Hessen) kennen und sprechen daher sehr gut Deutsch. Nach dem Abitur zogen sie nach Litauen und lernten dort die Sängerin Erica Jennings kennen. Während Victor Diawara in Mali als Sohn einer Litauerin und eines Maliers geboren wurde, ist Vilius Alesius bereits in Litauen geboren.
Skamp vertraten Litauen beim Eurovision Song Contest 2001 in Kopenhagen (Dänemark). Sie waren erst die dritten litauischen Vertreter beim Contest. Mit ihrem Song You Got Style erreichten Skamp mit 35 Punkten den 13. Platz, was bis 2006 das beste je erreichte Ergebnis Litauens war.

## Diskografie
Alben
- 1999: Angata
- 2000: Green
- 2000: Le Boom Chick
- 2001: Skempinlige
- 2001: Project Tolerance
- 2004: Reach
- 2005: Deadly
- 2007: Le Boom Chick vol. 2
- 2007: Live & Deadly
- 2008: Kažką?!

## Sonstiges
- Victor Diawara war beim Eurovision Song Contest 2006 Teil der Gruppe LT United.
- Erica Jennings kommt eigentlich aus Irland.